# Anne de Nassau-Dillenbourg (1541-1616)
Anne de Nassau-Dillenbourg (21 septembre 1541 à Dillenbourg - 12 février 1616, à Weilbourg), est la fille du comte Guillaume de Nassau-Dillenbourg (Guillaume « le Riche ») et de sa seconde épouse, Julienne de Stolberg.

## Mariage et enfants
Elle épouse le comte Albert de Nassau-Weilbourg et a les enfants suivants:
- Anne de Nassau-Weilbourg (1560-1634), en 1581 elle épouse le comte Othon von Solms-Sonnenwalde (1550-1634) ;
- Julienne de Nassau-Weilbourg (1562-1562) ;
- Catherine de Nassau-Weilbourg (1563-1612) ;
- Louis II de Nassau-Weilbourg, comte de Nassau-Weilbourg ;
- Georges de Nassau-Weilbourg (1567-1570) ;
- Albert de Nassau-Weilbourg (1569-1571) ;
- Guillaume de Nassau-Weilbourg (de) (1570-1597), comte de Nassau-Weilbourg de 1593 à 1597, en 1596 il épousa Érika zu Isemburg-Birtstein (1569-1628), (fille de Philippe II zu Isemburg-Birstein), (Postérité) ;
- Élisabeth de Nassau-Weilbourg (1572-1607), en 1596, elle épouse le comte Georges von Sayn-Wittgenstein-Berleburg (1565-1631) ;
- Anne de Nassau-Weilbourg (1575-1643), en 1606 elle épouse le comte Pierre von Criechingen (†1623) ;
- Jean-Casimir (de) (1577-1602), comte de Nassau-Gleiberg, qui épouse en 1601 Élisabeth de Hesse-Darmstadt (1579-1655) (de), (fille du landgrave Georges Ier de Hesse-Darmstadt), (postérité) ;
- Madeleine de Nassau-Weilbourg (1580-1658) ;
- Anne de Nassau-Weilbourg (1582-1635), en 1609 elle épouse le comte Guillaume von Sayn (†1623) ;
- Ernestine de Nassau-Weilbourg (1584-1665), en 1616 elle épouse le comte Philippe von Wied (†1632).